# Bitwa pod Temeszwarem
Bitwa pod Temeszwarem (węg. Temesvár, rum. Timișoara) – starcie zbrojne, które mało miejsce 9 sierpnia 1849 roku w czasie powstania węgierskiego pomiędzy siłami węgierskimi pod dowództwem gen. Józefa Bema a austriackimi dowodzonymi przez Juliusa Jacoba von Haynaua. Zakończyła się klęską wojsk powstańczych.
Bitwa pod Temeszwarem  została, po 1990, upamiętniona  na  Grobie Nieznanego Żołnierza w Warszawie napisem na jednej z tablic,  „TEMESVAR 8 VIII 1849”.